# 비상부하
비상부하(emergency load)란 전력설비에서 상용전원이 상실되었을 때 가동되는 비상용 시설의 전력부하를 말한다.
비상부하에는 승강기, 환기시설, 비상급배수시설, 위생시설, 조명시설, 전열시설, 방범시설 등의 부하가 포함된다.